# Cléry-Saint-André
Cléry-Saint-André is een Franse gemeente gelegen aan de Loire, in het departement Loiret, een tiental km zuidwestwaarts van Orléans. De gemeente telde 3.540 inwoners op 1 januari 2022.

## Geschiedenis
In de Middeleeuwen lag Cléry op de route naar Santiago de Compostella.
In 1280 vonden boeren er in het struikgewas toevallig een Mariabeeld, waarvoor zij ter plaatse een eenvoudig kapelletje bouwden. De Mariaverering breidde zich uit in de omgeving, en het schamele gebouwtje werd al gauw te klein voor de stroom van pelgrims die het bezochten. Daarom werd het verbouwd tot een collegiale kerk, maar deze werd in 1428 verwoest door de beruchte Engelse legeraanvoerder graaf Salisbury, die met zijn troepen onderweg was naar Orléans.
Na de veldtocht van Jeanne d'Arc schonken koning Karel VII en Dunois, een wapenbroeder van Jeanne d'Arc, het eerste geld voor de wederopbouw, maar het was Lodewijk XI die de grootste weldoener van Cléry werd. Toen hij nog kroonprins was, legde hij tijdens het beleg van Dieppe de gelofte af dat hij bij een overwinning zijn gewicht in zilver aan de Onze-Lieve-Vrouwekerk van Cléry zou schenken, wat ook daadwerkelijk gebeurde. Eenmaal koning geworden wijdde Lodewijk zijn leven aan Maria, wat zijn band met Cléry nog versterkte. De kerk zou dan ook zijn laatste rustplaats worden, ook al was het de gewoonte dat de Franse koningen bijgezet werden in de Sint-Denis-basiliek. Zijn zoon Karel VIII voltooide het bouwwerk.
In de koninklijke grafkelder rust het stoffelijk overschot van Lodewijk XI naast dat van zijn echtgenote Charlotte van Savoie, en dat van een zekere Tanguy du Châtel, die tijdens een belegering het leven van de koning redde en daarbij zelf het leven verloor. Ook het familiegraf van de Dunois bevindt zich in de kerk.

## Geografie
De oppervlakte van Cléry-Saint-André bedroeg op 1 januari 2022 18,13 vierkante kilometer; de bevolkingsdichtheid was toen 195,3 inwoners per km².

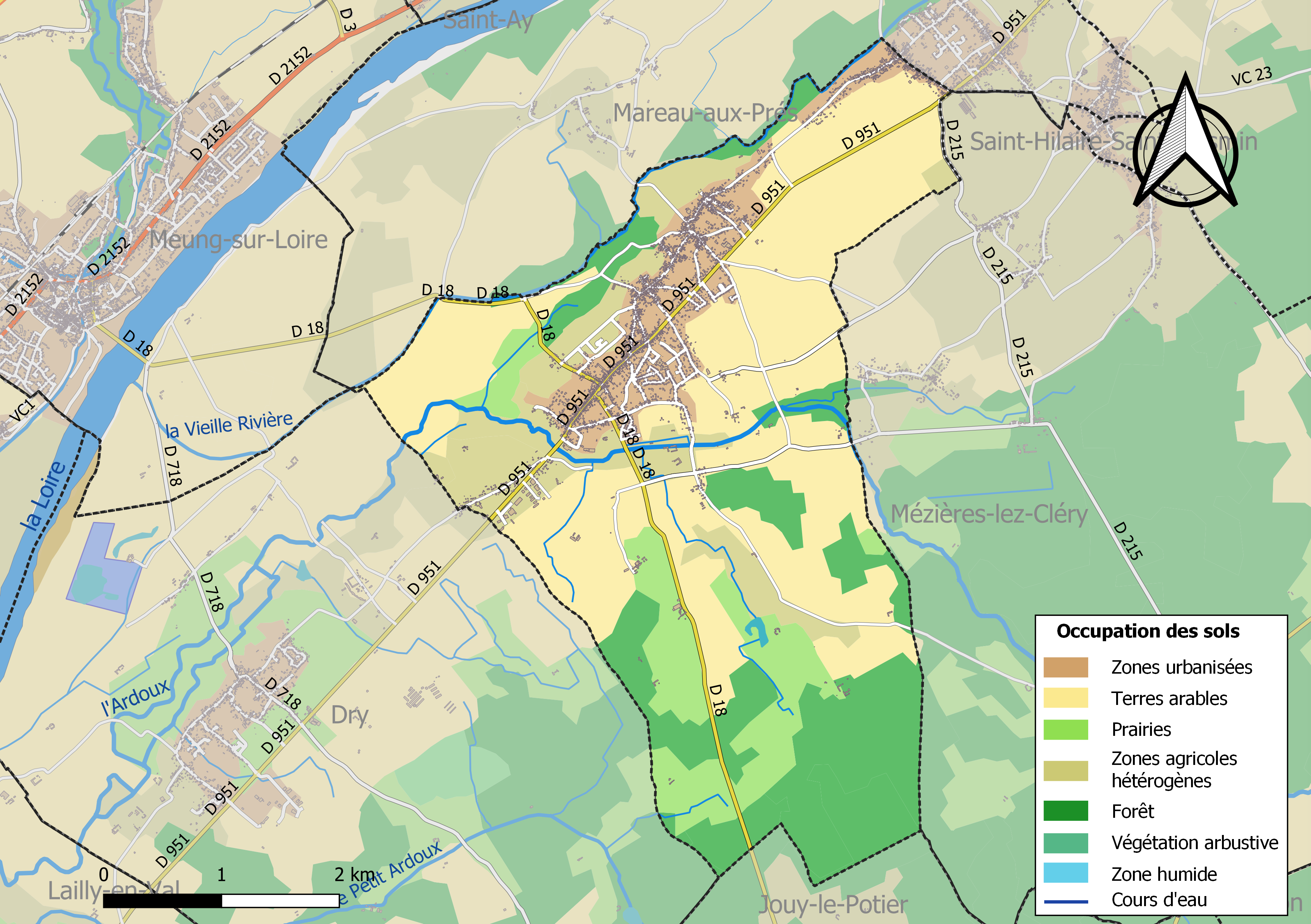
Kaart van de gemeente met de belangrijkste infrastructuur, bodemgebruik en omliggende gemeenten

## Demografie
Onderstaande figuur toont het verloop van het inwonertal (bron: INSEE-tellingen).